# Gasthaus Zenner
Das Zenner ist ein Gasthaus im Berliner Ortsteil Berlin-Alt-Treptow, Straße Alt-Treptow 15–17. Es entstand zu Beginn des 19. Jahrhunderts als Ausflugslokal am Ufer der Spree. Das heutige Bauwerk ist ein in den 1950er Jahren ausgeführter Neubau in der Kubatur des Originals, der seit 2020 grundsaniert wird. Die gesamte Immobilie umfasst eine Fläche von rund 8000 Quadratmetern und steht samt Garten unter Denkmalschutz.

## Geschichte

### 16. bis 18. Jahrhundert
Zu Anfang des 16. Jahrhunderts siedelten sich am südlichen Spreeufer Kolonisten an, die hauptsächlich Fischfang betrieben. Das Gelände soll zuvor den Tempelrittern gehört haben, die auch Eigentümer von Rixdorf waren. Nach historischen Karten verlief ein einziger Weg durch ein Waldgebiet von Rixdorf nach Stralau, der auf dem südlichen Ufer gegenüber dem Burgwall Stralau endete. Dort befand sich eine Furt. Die Funktion der Templer-Niederlassung an der Furt bestand in der Sicherung dieses im Hochmittelalter wichtigen Verkehrsweges für die Doppelstadt Cölln-Berlin. 
Eine Gedenktafel am Eingang des heutigen Zenner bezeugt die im Jahr 1727 erfolgte Vergabe des ersten Schankrechts an das hier befindliche Gasthaus Spreebudike.
Schließlich ließ die Berliner Verwaltung an dieser Stelle in den 1770er Jahren ein Vorwerk errichten, in welchem weiterhin Bier und Wein ausgeschenkt werden konnten.
Nach 1775 wurden weitere sechs Kolonistenfamilien gewonnen, die für das Vorwerk in Erbzinspacht angestellt waren. Das Vorwerkgebäude wird in einer Veröffentlichung des Verlegers Nicolai wie folgt beschrieben: 
„[…] ein Haus im Walde an der Spree, eine Viertelmeile von Berlin, woselbst der Magistratsförster wohnet. Dabei ist ein Wirtshaus, wohin aus Berlin oft Spatzierfahrten geschehen; und einige Kolonistenwohnungen.“
Weil immer mehr Berliner diese Spazierfahrten unternahmen, beschloss der Berliner Magistrat im Jahr 1816, das Vorwerk aufzulassen und an dessen Stelle ein Ausflugslokal zu errichten.

### 1820–1990

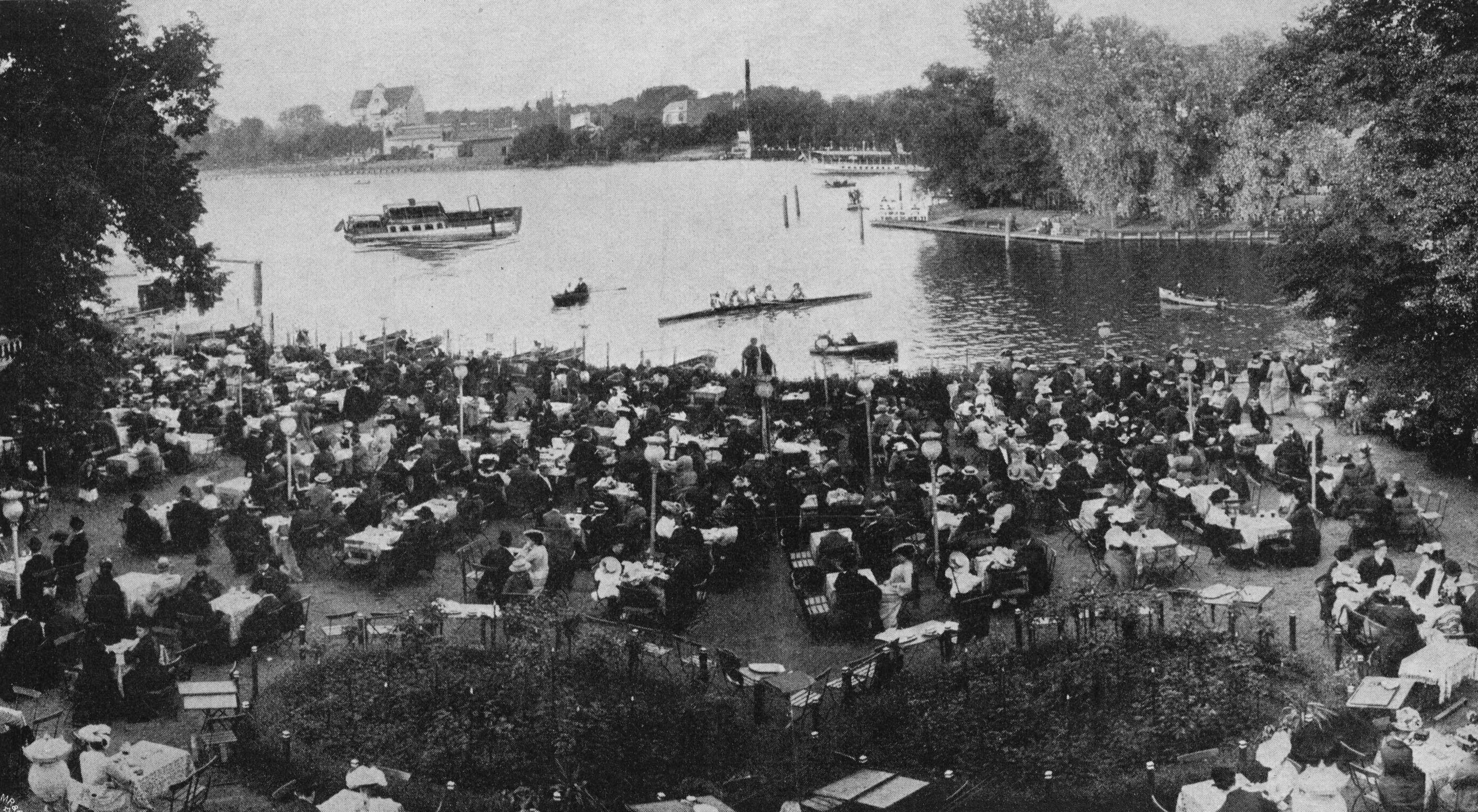
Zenners Gartenrestaurant, um 1900

Das Ausflugsrestaurant entstand in den 1820er Jahren nach Plänen Friedrich Wilhelm Langerhans (oder Carl Ferdinand Langhans?; die beiden gleichaltrigen Architekten werden häufig verwechselt). Die neue Gaststätte wurde 1822 als Magistrats-Kaffeehaus eröffnet. Nach einer anderen Quelle bekam es anlässlich seiner Eröffnung am 11. Juni 1822 den Namen Neues Gasthaus an der Spree. Das Gasthaus verfügte über Terrassen zur Spree und eine Aussichtsplattform. Baufachleute sahen hier einen Stileinfluss von Schinkel.
Das jährlich stattfindende Volksfest Stralauer Fischzug endete regelmäßig auf dem Platz vor dem Lokal, er bildete den Festspielplatz. Das Fest wurde 1873 nach ausufernden Aktionen von der Stadtverwaltung zunächst verboten, fand danach nur noch vereinzelt statt (1923 bis in die 1930er Jahre, 1954–1962, 1990–1998).
Der Platz hieß bis 1945 Platz am Spreetunnel, erst nach der späteren Tunnelschließung bekam das Lokal samt Vorplatz die Adresse Alt-Treptow.
Im Berliner Adressbuch wird das Ausflugslokal in den 1880er Jahren als Zenner’s Restaurant mit dem Eigentümer Magistrat und dem Verwalter Rudolf Zenner angegeben, es trug die Adresse Treptow, Ortstraße (ohne Hausnummer). In der Folge hatte es auch andere Bezeichnungen, beispielsweise in den 1910er Jahren Etablissement Friedrich Knape nach seinem damaligen Pächter.
Zur Straßenseite hin ließ der Pächter Gustav Körner in den 1930er Jahren einen kleinen einetagigen verglasten Windfang anbauen, auf dem ein offener Balkon zur Nutzung einlud. Bis direkt zur Straße hin erstreckte sich der Großteil des Biergartens, ausgestattet mit Garten-Klappstühlen und Garten-Klapptischen, dazwischen standen mehrere Laternen mit gläsernen Schirmen. Das Gasthaus firmierte nun als Zenner-Knab(p)e, der als Eigentümer genannt wurde.
Während des Zweiten Weltkriegs wurden das Wirtshaus wie auch die benachbarten Etablissements Spreegarten und Paradies-Garten bei alliierten Luftangriffen ein Opfer der Bomben. Es ist nicht überliefert, wie groß der Schaden war.

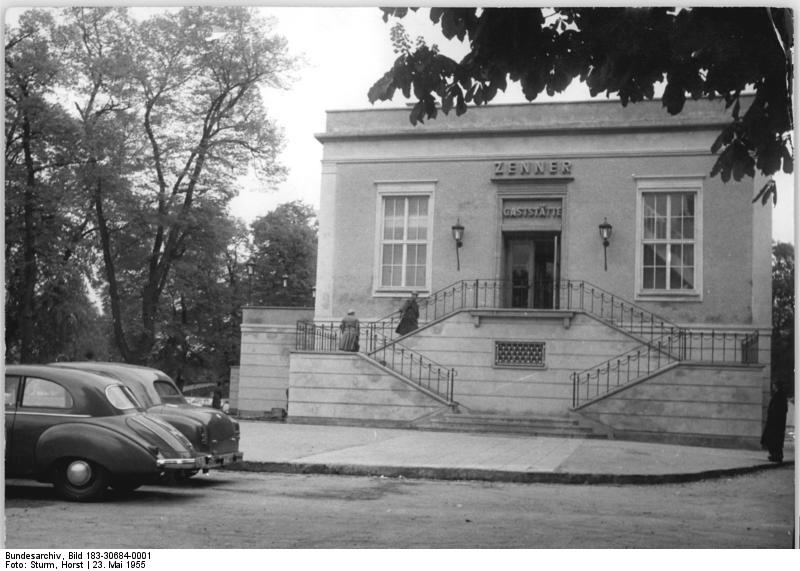
Neu errichtete Gaststätte Zenner, Mai 1955, noch ohne die Flügelbauten, Straßenansicht

Nach den Zerstörungen am Ende des Zweiten Weltkriegs nutzten die Berliner die Ruinen teilweise wieder, doch der Ost-Berliner Magistrat beschloss bald, die Ruine komplett abreißen und an ihrer Stelle ein neues Ausflugsrestaurant errichten zu lassen. Er erteilte dem Kollektiv Hermann Henselmann den Auftrag, ein neues Wirtshaus in Anlehnung an das historische Original zu planen und den Aufbau zu leiten. Der Neubau folgte dem Stil des Neoklassizismus, der sich deutlich von seinem Vorgängerbau unterscheidet. Die Arbeiten erfolgten im Zeitraum 1954–1956, die Wiedereröffnung konnte am 1. Mai 1955 gefeiert werden. In den folgenden Jahren wurden danach auf beiden Seiten Trakte im gleichen Stil angebaut und das Mittelteil um ein Stockwerk erhöht.
Im Jahr 1964 ging die private Bewirtschaftung an den HO-Gaststättenbetrieb über, der überlieferte Name Zenner für das Gasthaus wurde weiter benutzt.

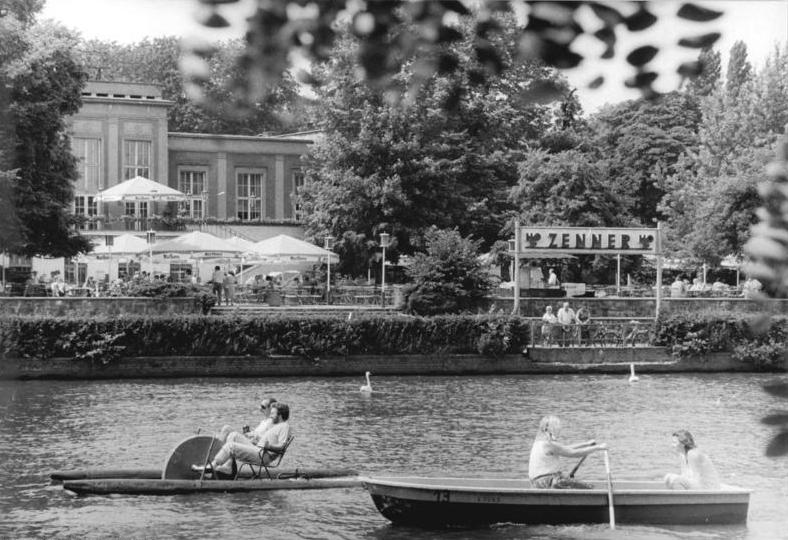
HO-Gaststätte Zenner, Ansicht vom Wasser aus, 1990

Der für die Heizanlage erforderliche Schornstein erhielt in den 1970er Jahren ein turmähnliches Aussehen, um ihn dem Zweck des Hauses optisch besser anzupassen.

### 1990–2019
Nach der politischen Wende übernahm der nun wieder vereinte Senat von Berlin die Gastwirtschaft. Als Biergarten behielt sie ihre Beliebtheit, doch die gastronomischen Angebote verschlechterten sich zusehends. Investitionen in den Erhalt der Immobilie wurden fast keine getätigt, sodass zwei Nebengebäude nicht mehr standsicher waren und im Jahr 2018 gesperrt werden mussten.
Im Sommer fanden auf dem Gelände und in den vorhandenen Räumen weiterhin verschiedene kulturelle Veranstaltungen statt. 
Von der Terrasse aus ist die Insel der Jugend gut zu sehen. Eine geplante Fährverbindung mit einer Gondel zur Halbinsel Stralau scheiterte an fehlenden Genehmigungen. 
Im Haus Zenner befanden sich in den 2010er Jahren neben der Eierschale Zenner (was an einem Logo an der Fassade erhalten ist) auch ein Schnellrestaurant der Firmenkette Burger King.
Ende Oktober 2019, noch vor der Corona-Pandemie, meldeten die Betreibergesellschaften des Schnellrestaurants und der Eierschale wegen Überschuldung Insolvenz an, und das Zenner schloss seine Türen. Zugleich schrieb der Bezirk den Komplex neu aus. Es meldeten sich vier Interessenten, von denen bis Mitte Januar 2020 noch zwei ihre Angebote gehalten hatten. Das weithin bekannte Gasthaus sollte wieder eröffnen, was wegen der bereits in dieser Zeit hohen Monatsmiete von 16.000 Euro ziemlich schwierig war.
Dann gab es eine wichtige Entscheidung.

### Seit 2020
Am 29. Juli 2020 verkündete Treptow-Köpenicks Bezirksbürgermeister Oliver Igel:

„Ich freue mich sehr, dass wir in der Trebow GmbH einen geeigneten Mieter für die beliebte und geschichtsträchtige Ausflugsgaststätte ‚Haus Zenner‘ im Treptower Park gefunden haben. Jeder, der das beliebte Gasthaus mit seinem riesigen Biergarten und der großen Terrasse direkt an der Insel der Jugend schon einmal besucht hat, weiß, dass hier inmitten der Großstadt ein toller Ort zum Entspannen und Beisammensein für Jung und Alt ist. Ich wünsche dem neuen Mieter viel Erfolg.“

 Der neue Mietvertrag hat eine Laufzeit über 25 Jahre mit einer Option auf anschließende Verlängerung.
Der neue Eigentümer der Immobilie, die vorgenannte Trebow GmbH, hatten die Privatleute Tony Ettelt-Brundiers und Sebastian Heil gegründet, um die Ausschreibung für das Zenner anzugehen. Sie haben mit Banken Finanzierungsverträge und Kreditzusagen vereinbart und ein Konzept vorgelegt, das den denkmalgerechten Wiederaufbau der Gebäude aus den 1950er Jahren sowie eine neue kulturelle Nutzung als Ausflugsrestaurant vorsieht. Die Projektbeschreibung umfasste rund 100 Seiten.
Ettelt und Heil betrieben zuvor erfolgreich die Technoclubs Wilde Renate und Else, die während der COVID-19-Pandemie schließen mussten. Als erstes sichtbares Zeichen für die Wiederbelebung des Zenner konnte im Sommer 2021 der Wein- und Biergarten mit kleinem Imbissangebot als Außengastronomie wieder eröffnet werden.
Zeitgleich begann die Sanierung des Komplexes, für die Kosten von mehreren Millionen Euro veranschlagt werden. Das Heizhaus und die Villa sollen wie das Haupthaus in Abstimmung mit dem Landesdenkmalamt Berlin möglichst originalgetreu hergerichtet und dann umgenutzt werden.
Einen starken Eingriff in das bestehende Hauptgebäude bedeuteten die Ein- und Umbauten nach 1990, die im großen Saal erfolgt waren. Diese ließen Ettelt und Heil komplett herausreißen.
Erwähnenswert ist, dass straßenseitig am Zenner ein historischer Briefkasten der Deutschen Post hängt, der früher die Grußpostkarten der Gäste aufnahm. Er blieb hängen und soll seine ursprüngliche Aufgabe wieder erhalten. Zudem steht vor der Anlage eine eigene Litfaßsäule.
Im Dezember 2023 gerieten die Veranstalter im Kontext der antisemitischen Ausschreitungen während des Krieges in Israel und Gaza 2023 in Kritik, nachdem bekannt geworden war, dass die jüdische Partyreihe „Karneval de Purim“ nicht stattfinden sollte. Die Veranstalter entschuldigten sich daraufhin und boten an, den Erlös zu spenden.

## Architektur

### Hauptgebäude außen
Die Kubatur des Bauensembles orientierte sich an dem früheren Magistratskaffeehaus, allerdings waren die 1950er Bauten höher. Blickpunkte bilden die Säulen. 
An der südlichen Fassade des zweiflügeligen Gebäudes ist der Schornstein des Heizhauses eingebaut und dessen eigentlicher Zweck ist geschickt verborgen worden.
Zur Wasserseite hin gibt es von der ersten Etage, der Terrasse, eine doppelläufige Freitreppe bis ganz nach unten. Das mittlere Bauteil des Gebäudes ist spreeseitig dreietagig ausgeführt.
Der gesamte Komplex ist mit Flachdächern versehen, auf dem Dach in der Mitte befindet sich die in Versalien ausgeführte Bezeichnung: Haus Zenner.
Mehrsprossige hochrechteckige Fenster wie aus den 1950er Jahren sollen wieder eingebaut werden.

### Heizhaus
Das Heizhaus, errichtet 1953–1955 vom VEB Projektierung, wurde nach erfolgter Restaurierung nun das Turmhaus, das im Frühjahr 2022 mit einer Foto-Ausstellung von Jean Molitor zur architektonischen Moderne Berlins als Nächstes wiedereröffnet werden konnte. Dazu gab es Licht- und Videoinstallationen und den Besuchern wurde ein Spargel-Gericht angeboten.

### Villa des Besitzers
Nach seinem letzten Betreiber und Eigentümer, dem Gastwirt und Philosophen Gustav Körner wird das einzeln stehende zweietagige Haus mit einem Eck-Runderker Körner-Villa genannt. Auch dieses Wohnhaus soll in die Eventlocation einbezogen werden, es könnte, wie ähnliche Villen in anderen Bezirken, als Standesamt dienen.

### Garten und Aussichtspavillon
Mit den Renovierungsarbeiten werden und wurden auch die Grünanlagen um das Objekt herum erneuert. Historisch belegt ist, dass hier Linden standen, von denen noch einige im Original erhalten sind. Am Weingarten entlang wurden nun junge Linden neu gepflanzt; das Denkmalamt hatte den Betreibern eine gewünschte Bepflanzung mit Kastanien nicht genehmigt. Die Wege in der Außengastronomie waren und sind mit Kies bestreut, dessen Erneuerung von den Denkmalschützern genehmigt werden musste.
Im Turm des Baukomplexes fanden Bauarbeiter eine originale zylinderförmige Gartenlaterne. Nach diesem Objekt ließen die neuen Eigentümer mehrere Exemplare neu anfertigen und im Biergarten entlang des Fußwegs zum Spreeufer aufstellen.
Der kleine runde Pavillon mit freier Aussicht auf die Wasserfläche direkt am Ufer, ausgeführt als Achteck mit offenen Seiten, hat die Kriegswirren nicht überlebt. Ein Nachbau ist vorläufig nicht vorgesehen.

### Weitere Nebenbauten bzw. -Anlagen
- Biergarten: im Original gab es Platz für 1500 Gäste. 
Er wurde im Jahr 2021 als erstes Element des Komplexes wieder eröffnet. Hier wird Craft-Bier und Bürgerbräu-Bier ausgeschenkt, Berliner-Imbissspezialitäten wie Currywurst, Kartoffelsalat, Buletten aber auch Königsberger Klopse oder vegane Gerichte sind im Angebot.[19]
- Als die Berliner Weiße Flotte ihren Fahrgastverkehr Ende des 19. Jahrhunderts aufnahm, erhielt das Haus Zenner einen eigenen Anlegesteg, der stetig weitergenutzt wurde, auch in der DDR-Zeit. Ein neuer Anlegesteg für Fahrgastschiffe und Privatboote entstand in den 2010er Jahren.
- Unterkunftshalle, 1903–1904 von Ludwig Hoffmann

## Innenarchitektur und Ausstattung
Im Großen Saal hing bis 1990 ein schmiedeeiserner Doppelstock-Kronleuchter aus der Werkstatt des Kunstschmieds Achim Kühn, der während des Leerstands gestohlen wurde. Ein Nachbau wurde inzwischen angefertigt. Auch Farbanstriche wie die eierschalenfarbene Decke wurden bereits wieder hergestellt. Reste des Eichenparketts mussten entfernt werden, weil ein gifthaltiger Kleber verwendet worden war. Dagegen sind Wandleuchter, Deko-Säulen und alte Spiegel-Konsolen erhalten, die noch überarbeitet und ergänzt werden müssen.
Zusätzlich lassen die Betreiber hier einen Lift einbauen und den unteren Zugang stufenfrei anlegen, damit das Ganze dann barrierefrei genutzt werden kann.

## Nutzung (Auswahl)
- 1956 bis 1990: Tanztee, Familienausflugsgaststätte
- 1990 bis 2019: Imbisse wie Burger King
- Ab 2021: Entwicklung des Komplexes als Ort für Konzerte, Hochzeiten und anspruchsvollen Gastro-Service, soll damit ein jüngeres musikaffines Publikum ansprechen. Ein reiner Klubbetrieb ist nicht geplant.[19]